# 呂号第百八潜水艦
|          |                                                             |
| 艦歴     |                                                             |
| 計画     | 昭和16年度計画（マル臨計画）                                |
| 起工     | 1942年4月20日                                               |
| 進水     | 1942年10月26日                                              |
| 就役     | 1943年4月20日                                               |
| その後   | 1944年5月26日ベッジホック攻撃により沈没                     |
| 亡失認定 | 1944年6月25日                                               |
| 除籍     | 1944年8月10日                                               |
| 性能諸元 |                                                             |
| 排水量   | 基準：525トン 常備：601トン 水中：782トン                   |
| 全長     | 60.90m                                                      |
| 全幅     | 6.00m                                                       |
| 吃水     | 3.51m                                                       |
| 機関     | 艦本式24号6型ディーゼル2基2軸 水上：1,000馬力 水中：760馬力 |
| 電池     | 1号15型120個                                                |
| 速力     | 水上：14.2kt 水中：8.0kt                                    |
| 航続距離 | 水上：12ktで3,500海里 水中：3ktで60海里                     |
| 燃料     | 重油：50トン                                                |
| 乗員     | 38名                                                        |
| 兵装     | 25mm機銃連装1基2挺 魚雷発射管 艦首4門 53cm魚雷8本           |
| 備考     | 安全潜航深度：75m                                           |

呂号第百八潜水艦（ろごうだいひゃくはちせんすいかん）は、日本海軍の潜水艦。呂百型潜水艦（小型）の9番艦。

## 艦歴
1941年（昭和16年）の昭和16年度計画（マル臨計画）により、1942年（昭和17年）4月20日、川崎重工業神戸造船所で起工。1942年10月26日進水。1943年（昭和18年）4月20日に竣工し、二等潜水艦に類別。同日、佐世保鎮守府籍に編入され、訓練部隊である第一艦隊第11潜水戦隊に編入された。
8月1日、南東方面艦隊第7潜水戦隊に編入。
11日、呂108は横須賀を出港し、16日にラバウルに到着。23日、ラバウルを出港し、サンクリストバル島南東沖に進出して哨戒。9月16日、ラバウルに到着。哨戒中の1日、第51潜水隊に編入。
23日、呂108はラバウルを出港し、フィンシュハーフェン周辺海域に進出。30日、輸送船団を発見するも、攻撃できなかった。10月3日夕方、南緯07度40分 東経148度06分 / 南緯7.667度 東経148.100度のワードフント岬北方で推進器音とソナー音を探知し、付近を哨戒。この音源は、付近を哨戒中の米駆逐艦ヘンリー(USS Henley, DD-391) とリード(USS Reid, DD-369)、スミス(USS Smith, DD-378)のものだった。呂108は潜航したまま相手に気づかれることなく射点につき、魚雷4本を発射。スミスは接近する魚雷3本を発見し、1本が左舷側450mの位置を、1本が右舷側183mの位置を通過していくのを確認した。ヘンリーも魚雷2本を回避したが、1本が左舷1番缶室に命中。被雷により缶が破壊されたヘンリーは放棄され、1829に船体が分断されて沈没した。それから7時間の間、リードとスミスは爆雷攻撃を行うが、呂108に被害はなかった。11日、ラバウルに到着。12日、ラバウル空襲を受けるが、潜航して難を逃れた。
23日、呂108は輸送物資を積んでラバウルを出港し、スルミに向かう。24日にスルミに到着し、輸送物資を降ろした後出港。26日、ラエ周辺海域に進出して哨戒。11月9日、ラバウルに到着。20日、輸送物資を積んでラバウルを出港し、スルミに向かう。21日にスルミに到着し、輸送物資を降ろした後出港し、マーカス岬周辺海域を哨戒する。12月4日、ラバウルに到着。14日、輸送物資を積んでラバウルを出港し、スルミに向かう。17日、南緯04度28分 東経147度22分 / 南緯4.467度 東経147.367度のロング島南東沖合を浮上航走中、PBY カタリナに発見されて攻撃を受け、損傷。急速潜航でなんとか振り切ったが、輸送任務を中止して反転し、ラバウルに戻った。12月20日、ラバウルを出港し、1944年（昭和19年）1月1日に佐世保に到着して修理を受ける。3月1日、第7潜水戦隊は第六艦隊所属となる。
7日、修理が完了した呂108は佐世保を出港し、16日にトラックに到着。18日、トラックを出港し、アドミラルティ諸島北方沖に進出して哨戒。29日、トラックに到着。20日、甲潜水部隊に編入。
4月12日、呂108はトラックを出港し、トラック南方沖に進出して哨戒。5月3日にトラックに到着。
16日、呂108はあ号作戦のためにナ散開線に向かうべくトラックを出港していくのを最後に消息不明。
アメリカ側の記録によると、18日、米軍はナ散開線の存在を暗号解読により認識したため、米護衛駆逐艦イングランド(USS England, DE-635)、ジョージ(USS George, DE-697)、ラビー(USS Raby, DE-698)の3隻からなる対潜部隊が向かった。26日2303、マヌス島北方沖を哨戒中、ラビーが14km先の光点をレーダー探知。イングランドも続いてレーダー探知した。2314、3700mの距離に接近した時、11ノットで北東方向に向かっていた目標をレーダーから見失ったため、相手が潜水艦であることがわかった。2319、イングランドは1500mの距離で潜水艦をソナー探知。ラビーは深度46mにいる潜水艦に対し、深度76mに設定した爆雷を投下。潜水艦の速力を3ノットに下げることに成功した。2323、イングランドはヘッジホッグ24発を投下。それから11秒後、4回から6回ほどの爆発音を聴取。その後、連続した小爆発と潜水艦が沈んでいく音を聴取した。翌朝、現場海域には潜水艦のものと思われる破片と重油が漂っていた。部隊は木製甲板の破片、クロノメーターケースの破片、コルク栓2つ、多数の断熱材を回収した。これが呂108の最期の瞬間であり、艦長の小針寛一大尉以下乗員53名全員戦死。沈没地点はマヌス島ゼーアドラー湾北方110浬地点付近、南緯00度32分 東経148度35分 / 南緯0.533度 東経148.583度。
6月25日、アドミラルティ諸島北方方面で亡失と認定され、8月10日に除籍された。
撃沈総数は1隻で、撃沈トン数は1,590トンである。

## 歴代艦長

### 艤装員長
- 不詳

### 艦長
- 荒井淳 大尉：1943年4月20日 - 1944年1月20日[7]
- 小針寛一 大尉：1944年1月20日 - 5月26日戦死[7]